# 埃尔里希
埃尔里希是德国图林根州的一个市镇。总面积69.43平方公里，总人口5609人，其中男性2790人，女性2819人（2011年12月31日），人口密度81人/平方公里。